# Инженерный центр энергетики Урала
ОАО «Инженерный центр энергетики Урала» (Open Joint Stock Company «Urals Power Engineering Center») — российская проектно-изыскательская, конструкторско-технологическая и научно-исследовательская компания, выполняющая работы и оказывающая услуги для электроэнергетического строительства, одна из 7-и крупнейших региональных компаний научно-проектного комплекса электроэнергетики, созданных ОАО РАО «ЕЭС России» на базе ведущих проектных и исследовательских организаций СССР (РСФСР) и России.
Полное наименование — ОАО «Инженерный центр энергетики Урала — УРАЛВНИПИЭНЕРГОПРОМ, Уралсельэнергопроект, УралТЭП, УралОРГРЭС, УралВТИ, Уралэнергосетьпроект, Челябэнергосетьпроект».
Компания основана 18 августа 2004 года путём присоединения к управляющей компании, созданной в ходе реформы энергетики ОАО РАО «ЕЭС России» в 2002 году на базе ОАО «Уралэнергомонтажпроект» (институт создан в … году), 7-и открытых акционерных обществ, работающих на рынке Урало-Сибирского региона более 40-70 лет:
- УралТЭП (1940 год) — ОАО «Уралтеплоэлектропроект»,
- УралОРГРЭС (1940 год) — ОАО «Предприятие по наладке, совершенствованию технологии и эксплуатации электростанций и сетей УралОРГРЭС»,
- Уралсельэнергопроект (1951 год) — ОАО "Научно-исследовательский, проектно-изыскательский и конструкторско-технологический институт «Уралсельэнергопроект»,
- УралВТИ (Челябинск, 1955 год) — ОАО «Уральский теплотехнический научно-исследовательский институт»,
- УралВНИПИэнергопром (1960 год) — ОАО «УРАЛВНИПИЭНЕРГОПРОМ»,
- Уралэнергосетьпроект (1962 год) — ОАО «Уральский институт по проектированию энергетических систем и электрических сетей»,
- Челябэнергосетьпроект (Челябинск, 1969 год) — ОАО «Челябинский институт по проектированию энергетических систем и электрических сетей».

С 1993 по 2008 годы компания и составляющие её институты относились к, так называемой, категории "Дочерние и зависимые Общества научно-проектного комплекса (ДЗО НПК) ОАО РАО «ЕЭС России». С 2002 по 2008 годы — к категории «Инженерные центры энергетики (ИЦЭ) ОАО РАО „ЕЭС России“. Контроль над ДЗО НПК (ИЦЭ) осуществлялся Бизнес-единицей „Сервис“ ОАО РАО „ЕЭС России“. С 20 мая 2008 года компания является частной.
Создание компании является результатом реформы энергетики страны (реформирования организаций научно-проектного комплекса ОАО РАО „ЕЭС России“), в ходе которой весь инжиниринговый (проектно-изыскательский, научно-исследовательский и пусконаладочный) электроэнергетический бизнес, находящийся в государственной собственности Российской Федерации (федеральной собственности) был преобразован по территориальному признаку в ряд крупных специализированных компаний:
- Вновь созданные компании:
  1. ОАО «Инженерный центр энергетики Урала», Екатеринбург;
  2. ОАО «Северо-западный энергетический инжиниринговый центр» (ОАО «СевЗап НТЦ»), Санкт-Петербург;
  3. ОАО «Инженерный центр энергетики Поволжья», Самара;
  4. ОАО «Южный инженерный центр энергетики» (ОАО «Южный ИЦЭ»), Краснодар;
  5. ОАО «Сибирский энергетический научно-технический центр» (ОАО «Сибирский ЭНТЦ»), Новосибирск;
  6. ОАО «НТЦ электроэнергетики», Москва;
  7. ОАО «Инженерный центр ЕЭС» (ОАО «ИЦ ЕЭС»), Москва;
- Нереформированные организации:
  1. ОАО «Всероссийский теплотехнический институт» (ОАО «ВТИ»), Москва, 1921 год;
  2. ОАО «ВНИПИэнергопром», Москва, 1942 год;
  3. ОАО «Энергетический институт имени Г. М. Кржижановского», Москва, 1959 год;
  4. ОАО "Институт «Энергосетьпроект», Москва, 1962 год;
  5. ОАО «Дальэнергосетьпроект» (ОАО «ДЭСП»), Владивосток, 1962 год;
  6. ОАО «Главный вычислительный центр энергетики» (ОАО «ГВЦ энергетики»), Москва, 1968 год.

Инженерный центр энергетики Урала входит в состав и является крупнейшей проектной компанией «Энергостройинвест-Холдинга» (ОАО) — одной из крупнейших российских инжиниринговых групп компаний электроэнергетики, образующих полную цепочку выполнения проекта «под ключ», включая этапы проектирования, строительства и последующего обслуживания объектов, и обладающей опытом и возможностями проектирования и строительства электростанций, электрических подстанций и линий электропередачи любой мощности и класса напряжения, а также волоконно-оптических линий связи.
Генеральный директор (с момента основания) — Егоров Аркадий Александрович (род. 21.08.1960, г.Нижний Тагил, Свердловская область).
Головной офис и основные подразделения — Екатеринбург, Россия. 
 Филиалы в других городах:
- Челябинск, Россия
- Павлодар, Казахстан (открыт в 2010 году).

## Структура
Компания состоит из 5-и бизнес-единиц под управлением корпоративного центра (по состоянию на 01.09.2010):
1. Дирекция «Энергосетьпроект» (ДЭСП). До 1 января 2010 года — Дирекция по проектированию электросетевых объектов (ДПЭСО). Создана 1 июня 2005 года на базе 3-х институтов:
  - Уралэнергосетьпроект
  - Уралсельэнергопроект
  - Челябэнергосетьпроект, Челябинск (вошел в состав ДЭСП с 1 января 2010 года)
2. Дирекция по проектированию объектов генерации (ДПОГ). Создана 1 июня 2005 года на базе 2-х институтов:
  - УралТЭП
  - УралВНИПИэнергопром
3. Дирекция инженерных изысканий (ДИИЗ). Создана 1 января 2007 года на инженерно-изыскательской базе 4-х институтов:
  - Уралэнергосетьпроект
  - Уралсельэнергопроект
  - УралТЭП
  - УралВНИПИэнергопром
4. Предприятие «УралОРГРЭС»
5. Филиал «УралВТИ», Челябинск (до 1 января 2010 года — Филиал «УралВТИ-Челябэнергосетьпроект»).

Также с 2010 года компания имеет филиал в Казахстане.

## Деятельность
Основные виды деятельности компании:
- исследовательская деятельность по концептуальным проблемам развития электроэнергетики и энергетических систем: прогнозирование спроса на электрическую и тепловую энергию, потребности во вводе новых генерирующих мощностей и электрических сетей.
- комплексные изыскательские работы.
- комплексное проектирование сооружения и реконструкции энергетических объектов: ГРЭС, ТЭЦ, ПГУ ТЭЦ, ГТУ ТЭЦ, крупных котельных, линий электропередачи и электрических подстанций напряжением 0,4-500 кВ, включая сбор исходных данных для проектирования; предпроектные согласования; обеспечение экспертизы проектной документации; разработка конкурсной (закупочной) документации; авторский надзор и т. д.
- разработка и наладка схем теплоснабжения городов и крупных промышленных комплексов.
- научно-техническая, исследовательская и инновационная деятельность по проблемным вопросам топливопользования и энергетического оборудования. Разработка нового, более совершенного оборудования для топливно-транспортных цехов электростанций.
- выполнение комплексных работ по пуску, наладке, испытаниям и оптимизации режимов основного и вспомогательного оборудования ТЭС.
- энергоаудит и энергетические обследования.
- экологическая экспертиза и экспертиза промышленной безопасности с использованием современных методов диагностики.

### Дирекция «Энергосетьпроект»
Работы и услуги в сфере проектирования и строительства электросетевых объектов.
Дирекция «Энергосетьпроект» — генеральный проектировщик Объединенной энергосистемы Урала, разработчик проектов линий электропередачи и электрических подстанций напряжением 0,4-500 кВ, а также схем электроснабжения и проектов общесистемных средств управления для регионов и крупных потребителей электроэнергии.
Подразделения находятся в Екатеринбурге и Челябинске.

### Дирекция по проектированию объектов генерации
Работы и услуги в сфере проектирования и строительства объектов электрогенерации.
Дирекция по проектированию объектов генерации — генеральный проектировщик крупнейших электростанций с энергоблоками большой единичной мощности, ТЭЦ и котельных, газотурбинных и парогазовых электростанций, блок-станций промышленных предприятий, разработчик схем теплоснабжения городов.

### Дирекция инженерных изысканий
Работы и услуги в сфере инженерных изысканий.
Дирекция инженерных изысканий — структурное подразделение компании, осуществляющее весь комплекс инженерно-изыскательских работ, включая инженерно-геодезические изыскания, инженерно-геологические изыскания, инженерно-гидрометеорологические изыскания, инженерно-экологические изыскания и нетрадиционные виды работ (межевание земель, ведение кадастров и многое другое).

### Предприятие «УралОРГРЭС»
Работы и услуги в сфере пусконаладки, контроля состояния и эксплуатации электроэнергетического оборудования.
Предприятие «УралОРГРЭС» — предприятие по проектированию, пуску и освоению вновь вводимого оборудования, совершенствованию технологий надежного и эффективного использования топливно-энергетических ресурсов.

### Филиал «УралВТИ»
Работы и услуги в сфере обеспечения надежной и экономичной работы основного и вспомогательного теплоэнергетического оборудования ТЭС и промышленных предприятий.
Филиал «УралВТИ» — научно-исследовательский теплотехнический институт, специализирующийся на решении технических проблем ТЭС, в том числе вопросов обеспечения надежности энергетического оборудования.
На базе опыта института по сжиганию непроектных углей создан и непрерывно совершенствуется пакет расчетных программ, позволяющих оценивать применимость углей и возможные ограничения мощности в работе оборудования ТЭС. Работы ведутся по созданию оборудования для технологического и входного контроля качества угля, усреднению и смешению различных марок углей, разработке технических требований и заданий на оборудование для топливоподач угольных ТЭС. Специалистами котельно-топочного отделения решаются вопросы перевода котлов на непроектное топливо, режимной наладки и оптимизации топочного режима котлов, разработки мероприятий по повышению эффективности использования топлива.
Находится в Челябинске.

## Рынок сбыта

### Клиенты
Благодаря своей истории, когда институты компании были единственными в СССР проектными (пусконаладочными и научно-исследовательскими) организациями данного профиля в зоне ОЭС Урала, Инженерный центр энергетики Урала выполняет полный цикл проектно-изыскательских (пусконаладочных и научно-исследовательских) работ для всех категорий заказов и заказчиков — объекты любой сложности и класса напряжения (500 кВ и ниже), юридических и физических лиц, частных и государственных компаний и учреждений.

### Отрасли
Основными заказчиками компании являются компании электроэнергетики — ОАО «ФСК ЕЭС» (филиалы МЭС Урала и МЭС Западной Сибири), ОАО «ЦИУС ЕЭС», ОАО «Холдинг МРСК» (в лице ОАО «МРСК Урала», ОАО «МРСК Волги», ОАО «МРСК Центра и Поволжья», ОАО «Башкирэнерго», ОАО «Тюменьэнерго»), ОАО «СО ЕЭС», ТГК и ОГК, а также нефтегазовые и металлургические компании. Также, заказчиками выступают органы власти всех уровней, компании других отраслей промышленности, частные лица.

### Территории
Традиционным для компании является зона ОЭС Урала — рынок 11 энергосистем Урало-Сибирского региона (весь Урал, часть территории Западной Сибири — Тюменская область, ХМАО-Югра, ЯНАО, и Кировская область), однако, с переходом к рыночным отношениям, нестабильности традиционного рынка сбыта (его ёмкости) и возникновением конкуренции компания была вынуждена выходить на другие региональные рынки, в том числе других стран (Индия, Эстония, Казахстан).

## История
Компания основана 18 августа 2004 года путём присоединения к управляющей компании, созданной в ходе реформы энергетики РАО «ЕЭС России» в 2002 году, 7-и открытых акционерных обществ — Уралэнергосетьпроект, Уралсельэнергопроект, Челябэнергосетьпроект, УралТЭП, УралВНИПИэнергопром, УралОРГРЭС, УралВТИ.
В период с 2002 по 2004 год существовала управляющая организация ОАО «Инженерный центр энергетики Урала» (полное наименование), которая образовалась на базе и являлась правопреемником государственного предприятия "Научно-исследовательский, проектно-технологический и конструкторский институт «Уралэнергомонтажпроект» и которая на основании договоров о передаче полномочий единоличных исполнительных органов с данными акционерными компаниями осуществляла управление, а по сути выполняла только контрольные функции. Общество было учреждено в соответствии с Указами Президента Российской Федерации от 14 августа 1992 года № 922 «Об особенностях преобразования государственных предприятий, объединений, организаций топливно-энергетического комплекса в акционерные общества», от 15 августа 1992 года № 923 «Об организации управления электроэнергетическим комплексом Российской Федерации в условиях приватизации», от 5 ноября 1992 года № 1334 «О реализации в электроэнергетической промышленности Указа Президента Российской Федерации от 14 августа 1992 года № 922 „Об особенностях преобразования государственных предприятий, объединений, организаций топливно-энергетического комплекса в акционерные общества“». Учредителем Общества был Комитет по управлению городским имуществом г. Екатеринбурга с правами территориального агентства по Свердловской области (решение от 24 марта 1993 года № 44). Акции Общества были внесены в качестве вклада государства в уставный капитал ОАО РАО «ЕЭС России».
История ОАО «Инженерный центр энергетики Урала» — это, прежде всего, история вошедших в него институтов:

### УралТЭП
Институт «УралТЭП» был основан 25 января 1940 года.
К концу 1930-х годов основные предприятия тяжелой промышленности были сосредоточены на Урале. Таким гигантам, как Уралмашзавод, Уралвагонзавод, Нижнетагильский металлургический комбинат и другим требовалось все больше и больше электрической и тепловой энергии. Соответственно, возросли и объемы проектирования и строительства таких объектов. Для оперативного и качественного выполнения работ по инженерным изысканиям и проектированию электростанций, сетей и подстанций необходимо было самостоятельное проектное подразделение на Урале. Поэтому в 1940 году было принято решение о создании Уральского отделения треста «Теплоэнергопроект».
С началом Великой Отечественной войны, когда основные промышленные предприятия из центральной и южной части Союза были переведены на Урал, потребности в работе УралТЭПа возросли еще больше. Например, необходимо было форсировать ввод энергетических мощностей на ТЭЦ Богословского алюминиевого завода и ТЭЦ Березниковского магниевого комбината. На строительные площадки этих ТЭЦ были направлены комплексные бригады проектировщиков, которые успешно решили поставленные задачи.
Новый этап в деятельности института начался в конце 40-х годов, когда на Урале началось активное проектирование и строительство таких крупных электростанций, как Нижнетуринская ГРЭС с установкой оборудования, демонтированного на электростанциях Германии, Серовская и Верхнетагильская гидроэлектростанции, а также Красногорская, Челябинская, Петропавловская, Курганская и Тюменская теплоэнергоцентрали. К 1957 году количество проектируемых отделением электростанций достигло 22.
С начала 1950-х годов в УралТЭПе наряду с проектными подразделениями по разработке документации по объектам энергетики создана Архитектурно-планировочная мастерская, которая проектировала все объекты собственного жилищного строительства УралТЭПа, а затем и жилые поселки для ТЭС и АЭС, объекты соцкультбыта.
В начале 1960-х годов в институте зарождается еще одно направление проектно-изыскательских работ — проектирование атомных электростанций. В 1963 году УралТЭПом были начаты изыскания площадки и проектирование уникальной атомной теплоэлектроцентрали за Полярным кругом — Билибинской АЭС. По проектам УралТЭПа были построены и введены в эксплуатацию мощности на Ровенской, Балаковской, велось проектирование Башкирской и Татарской атомных электростанций, строительство которых было остановлено после аварии на Чернобыльской АЭС.
Начало 1990-х годов было не лучшим временем для УралТЭПа. Произошёл резкий спад энергетического строительства в России. Полностью прекратились работы по выбору площадок для новых электростанций, сократились работы по инженерным изысканиям, прекратилось проектирование крупных энергетических объектов. С этого периода в портфеле договоров института преобладают заказы на создание проектов реконструкции, техперевооружения электростанций, оборудование которых исчерпало срок службы, или показатели которого не соответствуют требованиям времени.
В 1991 году УралТЭП получил юридическую самостоятельность и был преобразован в Государственный научно-исследовательский и проектно-изыскательский институт «Уралтеплоэлектропроект», а в 1993 году институт стал акционерным обществом — ОАО «Уралтеплоэлектропроект» ОАО РАО «ЕЭС России».

### УралОРГРЭС
Предприятие «УралОРГРЭС» основано в 1940 году, первоначально как Урало-Сибирское отделение ОРГРЭС. Первый штат — 12 человек, первый объект — Челябинская ТЭЦ.
В 1956 году в связи с организацией Сибирского отделения ОРГРЭС было переименовано в Уральское отделение ОРГРЭС. Штат — 174 человека, выполнено 225 работ на 69 электростанциях.
С 1 сентября 1977 года Уральское отделение ОРГРЭС было переименовано в Предприятие «Уралтехэнерго».
1990 год — численность персонала составляет 700 человек.
C 1993 года — новый этап в истории предприятия, связанный с приватизацией, — учреждено Акционерное общество открытого типа «Уралтехэнерго» — дочернее предприятие РАО ЕЭС России.
С 1998 года Предприятию «Уралтехэнерго» возвращено старое название — «УралОРГРЭС».
2000 год — численность персонала составляет 200 человек.
18 августа 2004 года ОАО «УралОРГРЭС» реформировано путём присоединения к ОАО «Инженерный центр энергетики Урала».
За прошедшие 70 лет география и виды деятельности УралОРГРЭС были многократно расширены, выполнен большой объём работ на энергообъектах Урала, Поволжья, Сибири, Казахстана. Специалисты «УралОРГРЭС» работали во многих зарубежных странах — Куба, Китай, страны бывшей Югославии, Иран, Ирак, Алжир, Сирия, оказывая техническую помощь в наладке и освоении отечественного энергооборудования.
В 1960—1970-е годы Предприятием «УралОРГРЭС» выполнен большой объём пусконаладочных работ на первых в СССР блоках высокого и сверхвысокого давления крупнейших электростанций Урала — Верхнетагильская ГРЭС, Яйвинская ГРЭС, Нижнетуринская ГРЭС, Южноуральская ГРЭС. В последующие годы специалисты УралОРГРЭС участвовали в освоении нового мощного энергооборудования на сверхкритические параметры — блоки 500 МВт Троицкой ГРЭС и Рефтинской ГРЭС, блоки 800 МВт Сургутской ГРЭС-2, Пермской ГРЭС и Нижневартовской ГРЭС, а также проводили работы по вводу в эксплуатацию блока БН-600 на Белоярской АЭС.
За годы существования Предприятия «УралОРГРЭС» создан ряд значимых конструктивных и технологических разработок — горелки УО ОРГРЭС, золоуловители с трубами Вентури, фрезерные машины для топливоподачи, подовые горелки, горелки для сжигания высококонцентрированной аэросмеси, системы подогрева угольной пыли перед сжиганием, технологии ускоренного расхолаживания турбин и консервации энергооборудования, мокрые золоуловители с интенсивном орошением ИРО, новые методики неразрушающего контроля оборудования ТЭС, схемы трехступенчатого сжигания твердого топлива и другие.
Специалистами УралОРГРЭС выпущены около десятка монографий по аппаратам золоулавливания (А. И. Акбрут), наладке систем автоматики и КИПа (В. А. Деянов), экологии энергетики (В. Л. Шульман), складированию и транспортировке золы (Б. Л. Вишня) и другие.
Накопленный опыт получил отражение в подготовленных на Предприятии «УралОРГРЭС» многочисленных отраслевых нормативных и методических материалах (более двухсот единиц) — по испытанию оборудованию, совершенствованию технологии и эксплуатации ТЭС и сетевого хозяйства, экологическим проблемам, многочисленных публикациях в отраслевых журналах, в регулярно издаваемых информационных сборниках УралОРГРЭС.
Ряд оргресовцев-уральцев удостоены правительственных наград, премий Правительства РФ в области науки и техники: И. Ф. Золотов за работы по системам контроля вибрации, инженер Н. А. Никифоров имеет звание «Почетный изобретатель», широкое признание получили работы В. Л. Похорилера по рационализации пусковых схем энергоблоков, Е. Г. Дурманова по совершенствованию тягодутьевых машин.
Хронология создания структурных подразделений:
- 1952 год — Технологические цеха: котельный, турбинный, электрический, тепловой автоматики,
- 1963 год — Цех топливно-транспортного хозяйства, золоотлавливания и золоудаления,
- 1984 год — Цех надежности теплоэнергетического оборудования,
- 1992 год — Производственная служба зданий и сооружений,
- 1994 год — Производственная служба метрологии,
- 2009 год — Производственная служба водно-химических режимов,
- 2010 год — Производственная служба комплексных работ.

Названия предприятия в разные годы:
- 1940—1956 годы — Урало-Сибирское отделение ОРГРЭС,
- 1956—1977 годы — Уральское отделение ОРГРЭС,
- 1977—1993 годы — Предприятие «Уралтехэнерго»,
- 1993—1998 годы — АООТ «Уралтехэнерго»,
- 1998—2004 годы — ОАО «УралОРГРЭС»,
- 2004 — н.в. — Предприятие «УралОРГРЭС».

Руководители предприятия в разные годы:
- 1940—1946 годы — Шапильский Иосиф Исакович,
- 1946—1974 годы — Заправский Николай Иванович,
- 1974—1987 годы — Романцов Вячеслав Вячеславович,
- 1987—1997 годы — Болдырев Леонид Константинович,
- 1997—2003 годы — Буханов Юрий Васильевич,
- 2003—2006 годы — Рогожкин Вячеслав Васильевич,
- 2006—2008 годы — Копылов Николай Феликсович,
- 2008 — н.в. — Стасевич Сергей Григорьевич.

### Уралсельэнергопроект
Институт «Уралсельэнергопроект» был основан 6 апреля 1951 года.
Становление института началось 50 лет назад с постановления Совета Министров СССР от 6 апреля 1951 года № 1137, в соответствии с которым в Москве был создан институт «Гипросельэлектро» с многочисленными филиалами, в том числе в г.Свердловске, единственном из городов Уральского региона. Как и все существовавшие на тот период специализированные эксплуатационные и строительно-монтажные организации по электрификации сельского хозяйства, институт вошел в подчинение Главного управления электрификации сельского хозяйства («Главсельэлектро») МСХ РСФСР.
Создание нового института не было случайным и диктовалось назревшими проблемами, возникшими к этому периоду в этой отрасли народного хозяйства. В условиях послевоенной разрухи остро ощущалась нехватка сельскохозяйственной продукции, требовалась интенсификация сельскохозяйственного производства.
Свердловскому филиалу «Гипросельэлектро» для работы была определена Уральская зона с объемами проектных работ, ежегодно утверждаемых титульными списками «Главсельэлектро» МСХ РСФСР.
Период с 1951 по 1960 годы характеризовался интенсивным развитием филиала: быстро росла численность за счет массового приема молодых специалистов, практически хозспособом был возведен жилой поселок из нескольких двух и одноэтажных домов. Филиал создал все подразделения, включая лабораторию, необходимые для качественного выполнения проектно-изыскательных работ, разработал первые областные схемы развития электрических сетей 10-35-110 кВ и выполнил большое количество технорабочих проектов ВЛ, ТП и ПС. В первую очередь, в качестве центров питания были использованы тяговые подстанции МПС.
Созданный филиал возглавляли Аракчеев Михаил Григорьевич — директор и Балдин Юрий Андреевич — главный инженер.
Начальником ведущего комплексного электротехнического отдела с первых дней создания филиала был Ванюшин Гурий Васильевич, внёсший большой вклад в развитие и становление института. В составе отдела работали 4 главных инженера проекта: Мальцев И. А., Куликов С. С., Кирсанов В. В., Летунов А. А.
Филиал располагался по адресу улице Розы Люксембург, дом 60. Там же располагались Свердловская областная контора «Сельэлектро» и Трест «Сельэлектросетьстрой».
В 1960 году филиал был преобразован в Институт «Уралгипросельхозстрой», профиль работы которого был уже другим и нацелен на проектирование птицефабрик, свинокомплексов и различных ферм. Работы по электрификации сельского хозяйства формально остались, но уже не были основным и единственным направлением института.
В 1963 году эксплуатационные, строительные и проектные организации сельской энергетики, включая «Гипросельэлектро», получивший новое название «ВНИПИ Сельэлектро», были переданы из МСХ РСФСР в Минэнерго СССР. В результате последнего события электротехнический отдел в 1964 году был выведен из института «Уралгипросельхозстрой» и стал функционировать сначала как Уральский ОКП всесоюзного института «ВНИПИ Сельэлектро», а с 1966 года, по мере быстрого роста объемов работ, как Уральское отделение «ВНИПИ Сельэлектро», переименованное в 1969 году в Уральское отделение Института «Сельэнергопроект». Под этим названием отделение просуществовало до начала перестройки. С 1992 года институт стал ОАО «Уралсельэнергопроект» ОАО РАО «ЕЭС России».
Названия Института в разные годы:
- 1951—1960 годы — Свердловский филиал Института «Гипросельэлектро»
- 1960—1964 годы — Институт «Уралгипросельхозстрой»
- 1964—1966 годы — Уральский ОКП Всесоюзного института «ВНИПИ Сельэлектро»
- 1966—1969 годы — Уральское отделение Института «ВНИПИ Сельэлектро»
- 1969—1992 годы — Уральское отделение Института «Сельэнергопроект»
- 1992—2004 годы — ОАО «Уралсельэнергопроект»
- 2004—2009 годы — Институт «Уралсельэнергопроект» ДПЭСО ОАО Инженерный центр энергетики Урала".

Руководители Института в разные годы:
- 1951—1964 годы — Аракчеев Михаил Григорьевич
- 1964—1981 годы — Ванюшин Гурий Васильевич
- 1981—1994 годы — Казанцев Василий Алексеевич
- 1994—2005 годы — Зыков Юрий Георгиевич
- 2005—2009 годы — Крылосов Владимир Аркадьевич.

С 1 января 2010 года институты «Уралсельэнергопроект», «Уралэнергосетьпроект» и «Челябэнергосетьпроект» переформированы путём слияния и преобразования в отделы Дирекции «Энергосетьпроект».

### УралВТИ
Институт «УралВТИ» был основан 7 декабря 1955 года.
Уральский теплотехнический научно-исследовательский институт был организован по приказу Министерства электростанций от 7 декабря 1955 года № 172/а первоначально как Восточный филиал Всесоюзного теплотехнического института (Москва) в целях усиления научно-технической помощи электростанциям Уральских и Восточных энергосистем в освоении новых видов топлива и мощных энергоблоков, развития на их базе научных исследований в области теплоэнергетики.
Основной задачей УралВТИ стало решение научных вопросов повышения культуры эксплуатации, надежности и экономичности работы энергооборудования действующих и перспективных станций. Традиционные работы, которые проводятся Институтом с самого начала деятельности, — это освоение энергооборудования новых головных блоков.
За короткое время филиал стал полноценным научно-исследовательским институтом со структурными подразделениями, соответствующими основным производственным цехам ТЭС, с лабораторной, приборной и стендовой базой, с коллективом высококвалифицированных специалистов. Начало большой деятельности было положено на Челябинской ТЭЦ-1, где впервые в СССР была освоена работа блока со сверхвысокими параметрами пара (240 ата, 565 °C).
Далее под руководством ВТИ были развернуты работы по обеспечению надежной эксплуатации котла, питательных насосов, мельниц, обессоливающих установок на головном блоке мощностью 200 МВт Южноуральской ГРЭС. Результаты исследований блока 200 МВт Южноуральской ГРЭС были использованы в массовом производстве по всей стране от Молдавии до Дальнего Востока. УралВТИ, как головная научная организация, выполнял работы по освоению энергоблоков 300, 500 МВт на экибастузском угле совместно с персоналом Троицкой ГРЭС, Челябэнерго, другими наладочными организациями и многочисленными заводами-изготовителями сложного оборудования. Блоки 200…800 МВт на долгие годы стали полигоном для отработки новейших технологий энергетики. Приобретенный опыт реализовался при освоении головного энергоблока мощностью 300 МВт Троицкой ГРЭС на экибастузском угле, где институт был назначен головной наладочной организацией. Результаты освоения головного блока 300 МВт послужили основой для быстрого и широкого внедрения аналогичных блоков на Троицкой, Рефтинской и Ермаковской ГРЭС.
В 70-80-е годы УралВТИ участвовал в решении задачи создания и освоения нового уровня энергоблоков мощностью 500 и 800 МВт (Пермская ГРЭС). На головной «пятисотке» Троицкой ГРЭС в короткие сроки достигнуты номинальная мощность и проектные технико-экономические показатели. Институт внёс значительный вклад в этот проект: в процессе наладки и испытаний решен ряд сложных вопросов по оптимизации режима работы котла, обеспечению вибронадежности турбины, освоению подогревателей высокого давления, АСУТП. В период создания и освоения энергооборудования для Экибастузского топливно-энергетического комплекса (Экибастузские ГРЭС-1 и ГРЭС-2) также использованы знания и опыт специалистов УралВТИ.
В 1994 году институт был преобразован в открытое акционерное общество — ОАО «УралВТИ».
В 2004 году в соответствии с программой реформирования научно-проектного комплекса ОАО РАО «ЕЭС России» институт вошел в ОАО «Инженерный центр энергетики Урала» в составе филиала «УралВТИ-Челябэнергосетьпроект».
С 18 августа 2004 года Институт «УралВТИ» вместе с Институтом «Челябэнергосетьпроект» составил Филиал «УралВТИ-Челябэнергосетьпроект» ОАО «Инженерный центр энергетики Урала», а с 1 января 2010 года (с переходом Института «Челябэнергосетьпроект» в состав Дирекции «Энергосетьпроект») является Филиалом «УралВТИ» компании.
Наиболее известны работы института по:
- котельно-топочным устройствам, режимам работы котлов, использованию непроектных топлив;
- системам топливоподачи и топливно-транспортному оборудованию;
- исследованию металла оборудования после длительных сроков эксплуатации, диагностике оборудования, выработавшего установленные сроки службы;
- конструкционной прочности и системам крепления трубопроводов;
- вспомогательному оборудованию и питательным насосам;
- паротурбинным установкам, подогревателям высокого давления и деаэраторам;
- водоподготовке и водным режимам;
- системам смазки;
- исследованию свойств топлив;
- обмуровочным материалам;
- термической обработке воды;
- системам автоматизации;
- разработке нормативной документации.

Большая работа института по изучению физико-химических, теплотехнических свойств энергетических углей новых месторождений, разработке методов оценки шлакующих свойств углей и их смесей, методов анализа котлов по условиям шлакования закончилась изданием в 2004 году нового справочника «Энергетические угли восточной части России и Казахстана». В справочнике приведены сведения о таких показателях как: возможность хранения, сыпучие, взрывоопасные, шлакующие свойства углей.
Постоянная востребованность отраслью новых разработок вызывала необходимость систематического повышения квалификации сотрудников и роста научного потенциала института: с 1960 года защищено более 50 кандидатских диссертаций и 3 докторских — Р. 3. Шроном, А. Н. Алехновичем, Ю. В. Балашовым.
Наиболее значимые результаты выполненных работ постоянно освещаются в ежемесячных отраслевых журналах: «Теплоэнергетика», «Электрические станции», «Энергетик», «Металловедение и термообработка металлов», «Физика металлов и металловедение» и др. Важные проблемы энергетики отражались в сборниках научных трудов УралВТИ (их выпущено более 25), а также в 20 книгах и брошюрах, авторами которых были сотрудники УралВТИ.
За достижения в области науки и техники сотрудникам института — д.т.н. Р. 3. Шрону, к.т.н. В. Н. Казанскому и к.т.н. А. Е. Языкову присвоены звания «Лауреатов Государственной премии Совета министров СССР»; заведующий отделом термической обработки воды В. С. Петин награждён Государственной премией Республики Татарстан в области науки и техники 2003 года; к.т.н. Р. Ш. Бускунову, определившему основное направление технического прогресса в области термической обработки воды в теплоэнергетике, присвоено звание «Заслуженный изобретатель РСФСР». Итог изобретательской деятельности всего коллектива института — 1329 авторских свидетельств и патентов. За трудовые достижения сотрудники института награждены орденами Трудового Красного Знамени (3 человека), «Знак Почета» (9 человек), Трудовой Славы III степени (1 человек). УралВТИ представлял свои разработки в павильоне «Электрификация» ВДНХ (ВВЦ). Разработки отмечены 76 медалями, из них 4 — золотые.
УралВТИ является организатором научно-практических конференций. Проведено 5 международных конференций по минеральной части топлива и 2 международные конференции «Обеспечение надежности теплоэнергетического оборудования в условиях длительной эксплуатации» (2005 год, 2010 год).
Названия института в разные годы (по состоянию на 01.11.2010):
- 1955—1970 годы — Восточный филиал Всесоюзного теплотехнического научно-исследовательского института имени Ф. Э. Дзержинского (ВоФВТИ),
- 1970—1994 годы — Уральский филиал Всесоюзного теплотехнического научно-исследовательского института имени Ф. Э. Дзержинского (УралВТИ),
- 1994—1997 годы — АООТ «Уральский теплотехнический научно-исследовательский институт» (АООТ «УралВТИ»),
- 1997—2004 годы — ОАО «Уральский теплотехнический научно-исследовательский институт» (ОАО «УралВТИ»),
- 2004—2010 годы — Филиал «УралВТИ-Челябэнергосетьпроект» ОАО «Инженерный центр энергетики Урала» (совместно с Институтом «Челябэнергосетьпроект»),
- 2010-н.в. — Филиал «УралВТИ» ОАО «Инженерный центр энергетики Урала».

Руководители института в разные годы (по состоянию на 01.11.2010):
- 1956—1968 годы — Рукованов Борис Петрович,
- 1968—1985 годы — Лужнов Модест Иванович,
- 1985—2004 годы — Коваль Георгий Степанович,
- 2004-н.в. — Капитонов Станислав Николаевич.

### УралВНИПИэнергопром
Институт «УралВНИПИэнергопром» был основан 22 июня 1960 года.
В 1950-е послевоенные годы в стране началось бурное развитие промышленности и энергетики. Требовалась разработка проектов десятков новых ГРЭС и ТЭЦ. Институты «Теплоэлектропроект», «Промэнергопроект» и их отделения не справлялись с возраставшими объемами работ. В связи с этим приказом Министерства строительства электростанций № 31а от 22 июня 1960 года были образованы еще четыре отделения института «Промэнергопроект» — Белорусское в г.Минске, Среднеазиатское в г.Алма-Ате, Сибирское в г.Иркутске и Свердловское в г.Свердловске. Первым приказом в штат было зачислено 29 специалистов, выходцев из проектного бюро «Уралэнергомонтаж».
Начав с проектирования небольших ТЭЦ (первым объектом было расширение ТЭЦ Челябинского металлургического завода) по мере качественного и количественного роста коллектива, создания производственной базы, отделение увеличивало объем и технический уровень выполняемых работ. К 1970 году численность персонала достигла 480 человек, были созданы 7 специализированных отделов и 7 секторов.
В 1974 году ГСПИ «Промэнергопроект» был преобразован во ВНИПИэнергопром и, соответственно, Свердловское отделение — в Уральское отделение ВНИПИэнергопрома, с образованием научно-исследовательского отдела промышленной энергетики. К этому времени на отделение были возложены обязанности генпроектировщика более пятидесяти действующих, расширяемых и строящихся ТЭЦ Уральского, Дальневосточного, Сибирского и Поволжского регионов.
В 1992 году отделение было преобразовано в самостоятельный институт ОАО «УРАЛВНИПИЭНЕРГОПРОМ».

### Уралэнергосетьпроект
Институт «Уралэнергосетьпроект» был основан 2 июля 1962 года.
Открытое акционерное общество «Уральский институт по проектированию энергетических систем и электрических сетей» (далее — ОАО «Уралэнергосетьпроект») образовано 2 июля 1962 года как Уральское отделение Всесоюзного государственного проектно-изыскательского и научно-исследовательского института «Энергосетьпроект» (приказы Министра строительства электростанций 27 июня 1962 года № 127 и от 29 июня 1962 года № 133).
Приказом Главэнергопроекта от 31 июля 1962 года № 41/к главным инженером Уральского отделения института «Энергосетьпроект» был назначен Леонид Михайлович Мызин, а приказом от 31 июля 1962 года № 42/к на него временно было возложено исполнение обязанностей директора.
В 1962 году в Уральском отделении института «Энергосетьпроект» работали 282 человека.
Протяженность электрических сетей 110 кВ и выше для Объединенной энергосистемы Урала в 1961 году составляла около 18 ООО км, из них протяженность ВЛ 220 и 500 кВ составляла 3100 км, при этом по конфигурации сеть 500 кВ представляла одиночную линию 400 кВ (переведенную позднее на 500 кВ) протяженностью 867 км Бугульма-Златоуст-Челябинск (Шагол), связывающую ОЭС Урала с Единой энергосистемой Европейской части СССР.
Активнейшее участие в организации Уральского отделения института «Энергосетьпроект» (УрО ЭСП) принял начальник технического отдела Евгений Алексеевич Попов, который впоследствии, после отъезда Л. М. Мызина на работу в Объединенную Арабскую Республику, с 1967 по 1970 годы работал главным инженером УрО ЭСП.
Приказом от 31 августа 1962 года № 18 по Уральскому отделению института «Энергосетьпроект» были сформированы основные производственные подразделения: отдел комплексного проектирования подстанций (ОКПП), отдел комплексного проектирования линий электропередачи (ОКПЛЭП), отдел проектирования энергосистем (ОПЭС), отдел изысканий (ОИЗ), отдел релейной защиты и автоматики (ОРЗА), группа телемеханики (ГТ).
В 1962 году Всесоюзный институт «Энергосетьпроект» делился на отделения по региональному признаку. Каждое отделение должно было обслуживать определенные энергосистемы. За Уральским отделением института «Энергосетьпроект» были закреплены следующие энергосистемы: Свердловэнерго (Свердловская и Тюменская области), Челябэнерго (Челябинская и Курганская области), Башкирэнерго (Башкирская АССР), Оренбургэнерго (Оренбургская область), Пермэнерго (Пермская область), Удмуртэнерго (Удмуртская АССР).
На Всесоюзный институт и его отделения возлагалось выполнение следующих работ:
- составление проектов развития энергетических систем;
- производство изысканий и составление проектов линий электропередачи и подстанций напряжением 35 кВ и выше;
- составление балансов производства и потребления электрической и тепловой энергии и подготовка необходимых данных для разработки общего топливно-энергетического баланса страны;
- разработка материалов для перспективных планов развития энергетики СССР;
- проведение научно-исследовательских работ для проектирования: дальних линий электропередачи сверхвысоких напряжений переменного и постоянного тока, автоматизации управления и регулирования режимов работы энергетических систем, средств телемеханики и связи, радиорелейной и вычислительной техники для диспетчерского управления, а также устойчивости параллельной работы электростанций, системной автоматики и релейной защиты.

В составе Всесоюзного института «Энергосетьпроект» его Уральское отделение проработало до 1991 года. С 1991 года ОАО «Уралэнергосетьпроект» существует как самостоятельный институт.
В 1992 году институт «Уралэнергосетьпроект» на основании Указов Президента Российской Федерации был преобразован в акционерное общество, являющееся 100%-ным дочерним предприятием ОАО РАО «ЕЭС России».
Интересные факты из истории Института:
- В 1962 году Уральское отделение ВГПИ и НИИ «Энергосетьпроект» (ныне Институт «Уралэнергосетьпроект») было организовано на базе Уральского отделения института «Теплоэлектропроект» и Свердловского отделения института «Промэнергопроект». Из Уральского отделения института «Теплоэлектропроект» в новый институт перевели 204 человека, а из Свердловского отделения института «Промэнергопроект» — практически в полном составе Отдел по проектированию подстанций и линий электропередачи напряжением 35-110 кВ во главе с И. А. Мальцевым.
- В июле 1963 года началось Уральским отделением ВГПИ и НИИ «Энергосетьпроект» проектирование своими силами жилых домов для сотрудников.
- В 1966 году началось строительство собственной изыскательской базы Уральского отделения ВГПИ и НИИ «Энергосетьпроект» (ныне производственная база Дирекции инженерных изысканий ОАО «Инженерный центр энергетики Урала»).
- С 1973 года, когда Уральскому отделению ВГПИ и НИИ «Энергосетьпроект» выделили БЭСМ-4, начинается проектирование с применением электронно-вычислительной техники.
- В 1973 году работа Уральского отделения института «Энергосетьпроект» «Проектирование и строительство комплекса высоковольтных линий электропередачи и подстанций для электроснабжения районов нефтедобычи Западной Сибири» была удостоена Правительственной награды — Премии Совета Министров СССР. Звания лауреатов премии Совета Министров СССР были удостоены 6 специалистов института. В 1981 году медалью «За освоение недр и развитие нефтегазового комплекса Западной Сибири» награждены 5 сотрудников института.
- В 1995 году Институт «Уралэнергосетьпроект» получил признание свой деятельности в изменившихся экономических условиях: Фонд содействия международным программам ООН и аттестационный комитет «Лидер Российской экономики» включили АО «Уралэнергосетьпроект» по итогам деятельности в состав пяти тысяч ведущих предприятий страны (сертификат АА 000536).
- В 2003 году Институт «Уралэнергосетьпроект» получил звание и награду «Эталон Бизнеса» за финансовую стабильность, кредитоспособность, налоговую политику и деловую этику (Бизнес-Клуб Баден-Бадена, Германия). Цель программы: Международная программа «Эталон Бизнеса» призвана отметить достижения ведущих предприятий России, чьи показатели свидетельствуют о продуктивной и качественной работе, и достижения их лидеров, внёсших значительный вклад в экономическую и социальную жизнь страны, региона, города.
- Страны, в которых работали в разное время специалисты Института «Уралэнергосетьпроект»: Египет, Индонезия, Монголия, Лаос, Турция.
- В разное время у Института были отделы комплексного проектирования (ОКП) в других городах: 1969—1991 годы — Челябинский ОКП; 1974—1976 годы — Тюменский ОКП.
- Наибольшее количество работающих было в УрО института «Энергосетьпроект» в период с 1986 по 1988 год. Максимальное количество работающих в УрО ЭСП было в 1988 году. По состоянию на 1 января 1988 года в УрО института «Энергосетьпроект» работал 861 человек, из них в Свердловске работали 690 человек и 161 — в Челябинске.

Названия Института в разные годы:
- 1962—1991 годы — Уральское отделение Всесоюзного государственного проектно-изыскательского и научно-исследовательского института «Энергосетьпроект» (УрО Института «Энергосетьпроект»),
- 1991—1992 годы — Институт «Уралэнергосетьпроект»,
- 1992—2004 годы — ОАО «Уралэнергосетьпроект»,
- 2004—2009 годы — Институт «Уралэнергосетьпроект» Дирекции по проектированию электросетевых объектов ОАО «Инженерный центр энергетики Урала».

Руководители Института в разные годы:
- 1962—1963 годы — Мызин Леонид Михайлович, и. о. директора, главный инженер,
- 1963—1968 годы — Рамингер Николай Павлович,
- 1968—1976 годы — Лихачев Сергей Сергеевич,
- 1976—1988 годы — Дедловский Ким Емельянович,
- 1988—2004 годы — Зайцев Леонид Ильич,
- 2004—2009 годы — Кунгурцев Андрей Александрович.

С 1 января 2010 года институты «Уралэнергосетьпроект», «Уралсельэнергопроект» и «Челябэнергосетьпроект» переформированы путём слияния и преобразования в отделы Дирекции «Энергосетьпроект».

### Челябэнергосетьпроект
Институт «Челябэнергосетьпроект» был основан 12 декабря 1969 года.
Приказом Уральского отделения Института «Энергосетьпроект» от 12 декабря 1969 года № 174/к был организован отдел комплексного проектирования линий электропередачи и подстанций с местом расположения в г.Челябинске. Эту дату можно считать Днем рождения Института «Челябэнергосетьпроект».

За 40 лет Институтом «Челябэнергосетьпроект» разработано и выпущено более 900 проектов электрических подстанций и линий электропередачи напряжением 110—500 кВ, более 300 проектов по реконструкции и выбору высокочастотных каналов всех назначений; радиорелейных линий связи, выполнено более 100 внестадийных работ по схемам внешнего электроснабжения.

С 18 августа 2004 года Институт «Челябэнергосетьпроект» вместе с Институтом «УралВТИ» составил Филиал «УралВТИ-Челябэнергосетьпроект» ОАО «Инженерный центр энергетики Урала», а с 1 января 2010 года Институт «Челябэнергосетьпроект» перешёл в состав Дирекции «Энергосетьпроект» в качестве Челябинского отделения комплексного проектирования Дирекции (сокращённо — Челябинский ОКП или ЧОКП).

## Собственники
Собственниками компании являются (по состоянию на 01.09.2010):
- ООО "Инжиниринговый центр Энерго" в лице ОАО «Энергостройинвест-Холдинг» (с 18.06.2008) — 74,9991 % (75 % — 1 акция) уставного фонда, 6 146 008 рублей.
- ОАО «Холдинг МРСК» (с 01.07.2008) — 25,0009 % (25 % + 1 акция) уставного фонда, 2 048 772 рублей.

7 декабря 2007 года была осуществлена реорганизация ОАО «Инженерный центр энергетики Урала» в форме выделения ОАО «Недвижимость ИЦ энергетики Урала». Цель — исключение из баланса ОАО «Инженерный центр энергетики Урала» основного недвижимого имущества для обеспечения безопасности (сохранения) бизнеса после его продажи.
До 20 мая 2008 года 100 % уставного фонда компании принадлежало государству в лице ОАО РАО «ЕЭС России».
20 мая 2008 года по итогам открытого аукциона владельцем 75 % (-1 акция) уставного фонда компании стало ООО «Инжиниринговый центр Энерго», представляющее ОАО «Энергостройинвест-Холдинг». Первоначальная (стартовая) цена пакета акций (без недвижимости) — 1 млрд. 125 млн рублей. Шаг на аукционе — 25 млн рублей. Конечная (покупная) цена пакета акций — 4 млрд. 275 млн рублей. Другими заявившимися претендентами на активы выступили:
- ОАО «Группа Е4» (Михаил Абызов)
- ООО «Евросибэнерго» (Олег Дерипаска)
- ОАО «Уральская горно-металлургическая компания» (Андрей Козицын)
- ЗАО «Синэнерго» (Дмитрий Пумпянский и Валерий Язев)
- ООО "Инженерный центр «Энергоаудитконтроль» (Григорий Берёзкин).

1 июля 2008 года правопреемником ОАО РАО «ЕЭС России» и владельцем 25 % (+1 акция) уставного фонда Инженерного центра энергетики Урала стало ОАО «Холдинг МРСК».

## Дочерние компании
ОАО «Инженерный центр энергетики Урала» дочерних компаний не имеет (по состоянию на 01.11.2010).

## Награды
- В 2003 году Институт «Уралэнергосетьпроект» получил звание и награду «Эталон Бизнеса» за финансовую стабильность, кредитоспособность, налоговую политику и деловую этику (Бизнес-Клуб Баден-Бадена, Германия). Цель программы: Международная программа «Эталон Бизнеса» призвана отметить достижения предприятий России, чьи показатели свидетельствуют о продуктивной и качественной работе, и достижения их лидеров, внёсших значительный вклад в экономическую и социальную жизнь страны, региона, города.
- 14 февраля 2007 года Инженерный центр энергетики Урала в Государственном Кремлёвском дворце награждён дипломом 1 степени в номинации «Оплата труда и социальные выплаты» в рамках VI Всероссийского конкурса «Российская организация высокой социальной эффективности».
- В декабре 2007 года Решением Оргкомитета Международного форума бухгалтеров и аудиторов за высокие показатели финансовой эффективности в 2006—2007 году Инженерный центр энергетики Урала награждён дипломом «Предприятие высокой организации финансовой деятельности-2007».
- В апреле 2008 года Инженерный центр энергетики Урала вошел в число победителей ежегодного областного конкурса «Лауреаты бизнеса — Звезды Урала».
- В мае 2008 года Сборная Инженерного центра энергетики Урала по мини-футболу стала чемпионом первенства Екатеринбурга.
- В августе 2008 года Инженерный центр энергетики Урала вошел в число победителей IV Всероссийского конкурса на лучшую проектную и изыскательскую организацию и включено в рейтинг 150 лучших проектных и изыскательских организаций России.
- В августе 2009 года Инженерный центр энергетики Урала стал лауреатом V Всероссийского конкурса на лучшую проектную и изыскательскую организацию и вошел в рейтинг 120 лучших проектных, изыскательских организаций России.
- По оценке сайта www.eleaders.ru в 2010 году Инженерный центр энергетики Урала занял 34 место в рейтинге по классификатору вида экономической деятельности — «Разработка проектов промышленных процессов и производств, относящихся к электротехнике, электронной технике, горному делу, химической технологии, машиностроению, а также в области промышленного строительства, системотехники и техники безопасности» среди 190 000 предприятий-эмитентов, которые зарегистрированы и работают на территории России.
- С 2005 года молодые специалисты компании участвуют и ежегодно занимают призовые места во Всероссийской конференции молодых специалистов инжинирингового профиля в области электроэнергетики.